# 大马士革
大马士革（羅馬化：Dimaš°q[diˈmaʃq]）；非正式名称：沙姆大马士革，有时直称沙姆（罗马化：ʾˈalŠām）；在中文和合本《聖經》中則譯為大馬色
（羅馬化：Darmsōq），在《回回館譯語》中称為敵米石。是叙利亚首都與最大城市，也是黎凡特和阿拉伯世界的重要文化中心，因而被視為伊斯蘭教的第四大聖城。2022年，該市的人口估計為 2,503,000人。
作為世界上最古老的首都之一，大馬士革是世界上有人居住的最古老城市之一，早在公元前2000年就有人類於此定居，並在公元661年至750年被選為倭馬亞哈里發首都。然而在阿拔斯王朝勝利後，伊斯蘭政權的所在地遷至巴格達。大馬士革的重要地位因而下降，在阿尤布王朝和马穆鲁克時期才重獲過去作為大城的重要地位。當代，大马士革是敘利亞中央政府的所在地，然而由於敘利亞內戰的因素，截至2019年9月，大馬士革被評為全球宜居性排名中最不宜居的城市。
大马士革位於地中海東岸80公里（50英里）的內陸，反黎巴嫩山脈東部的山麓，海拔680公尺（2,230 英尺）的高原上，由於氣候乾燥，當地較少下雨。巴拉達河則流經城市區域內。

## 名称来源
| ti | ms | q | w | xAst |

| ti | ms | q | w | xAst |

| ti | ms | z · q | w |

| ti | ms | z · q | w |

“大马士革”這個名字最早出現在西元前15世紀图特摩斯三世的地理名錄中，名字是 ṯmśq ()。
“大马士革”一词是希臘人用希臘文记录下来的阿拉伯语，意为“手工作坊”。在阿拉伯语中，这座城市称作دمشق الشام（Dimashq ash-Shām），源于阿拉伯语“北方”的意思。希臘語的名字“大马士革”源于这个城市的阿拉米语名字— דרמשק / ܕܪܡܣܘܩ，意思是“一个水源充足地方”。研究发现在埃勃拉出土的前阿拉米文献中，把埃勃拉南边的地方称为“大马士基”，因此大马士革这个名字很可能早于阿拉米时代。大馬士革在古中國稱作釤城（Shām）。

## 历史

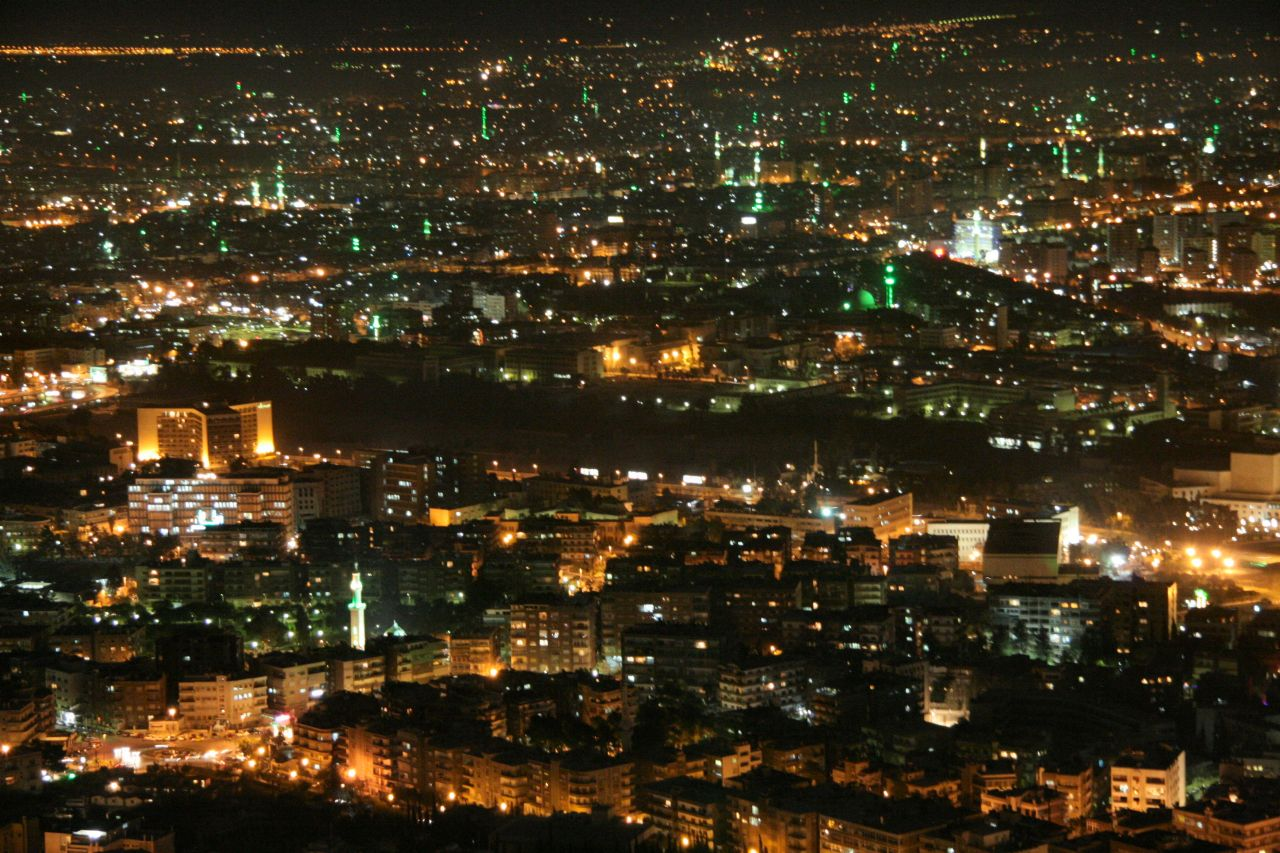
夜晚從卡松山望向大馬士革。 綠燈是叫拜樓。

這座城市自古以來就是敘利亞地區的中心，在公元前10世紀曾是阿拉米王國的首都。
它的獨立性在戰敗給新巴比倫帝國、阿契美尼德王朝、塞琉古帝国和羅馬帝國後喪失。 在羅馬時代，大馬士革是非常重要的希臘和羅馬文化中心，並成為自由城市聯盟的榮譽城市。 其後在公元635年被伊斯蘭帝國征服，並作為倭馬亞王朝的首都而繁榮興盛。 倭馬亞王朝於公元705年將一座基督教教堂改建為清真寺而建立的倭馬亞清真寺至今仍然存在，而逝世於敘利亞的薩拉丁和拜巴尔一世的陵墓也在城內。

### 古代
对市郊的Tell Ramad的发掘证实，早在公元前10000年到公元前8000年的时代，大马士革已经有人居住。因此大马士革被称为世界上最古老的持续有人居住的城市。然而大马士革在阿拉米人到来前并不是一个重要的城市。阿拉米人是圣经主流汉译本中的“亚兰人”，来自阿拉伯半岛的游牧部落，属于闪米特语族。
众所周知是阿拉米人建立了大马士革的供水系统，方法是开凿运河地下水道以最大程度地利用巴拉达河的水资源。这套供水网络系统后来被罗马人和阿拉伯倭马亚王朝改造，至今仍然是大马士革老城区的基本供水系统。在公元前12世纪，大马士革成为强大的阿拉米人国家亞蘭大馬士革王國的首都。
阿拉米大马士革的诸王参与了很多反对亚述人和北国以色列人的战争。其中的一位便哈達二世与亚述王萨尔玛那萨尔三世在卡卡战役中激战。公元前732年，亚述王提格拉特帕拉沙尔三世攻克并摧毁了这座城市，之后的几百年大马士革丧失了独立地位。在公元前572年归新巴比伦王国的尼布甲尼撒二世统治。公元前538年居鲁士大帝的波斯军队攻占大马士革，将她作为波斯帝国叙利亚行省的首府。

### 希臘化時代
亚历山大大帝横扫亚洲的远征使大马士革首次接受欧洲人的统治。在公元前323年亚历山大去世后，大马士革沦为塞琉西王朝和托勒密王朝的战场。此城的控制权频繁地在两大帝国间转移。亚历山大的部将之一，塞琉西王朝的创始者塞琉古一世，以安条克为其辽阔帝国的首都。这导致了大马士革的重要性下降，与塞琉西王朝新建的城市诸如位于北方的拉塔基亞对比，更为明显。

### 罗马帝国时代

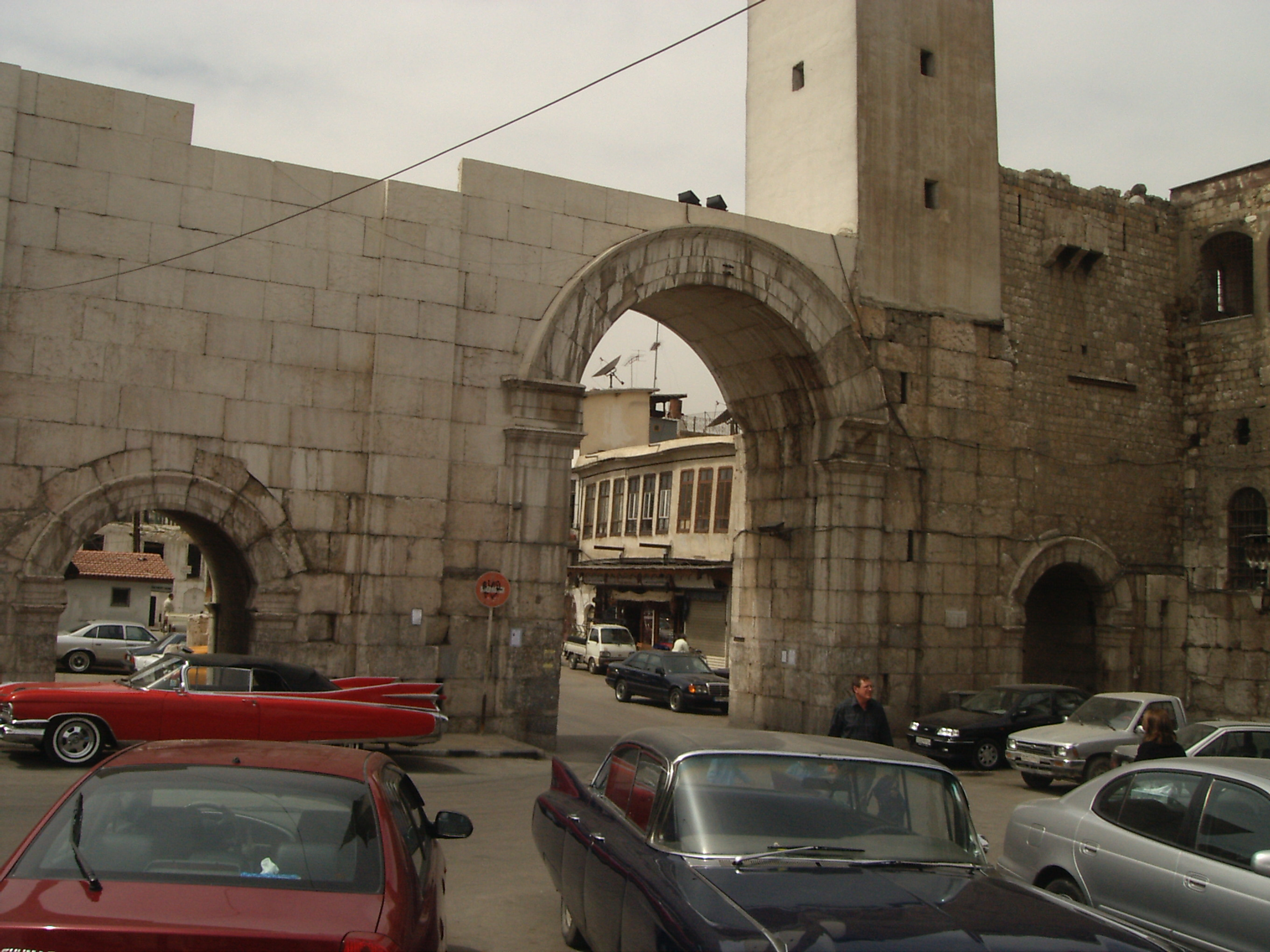
东门位于基督教區

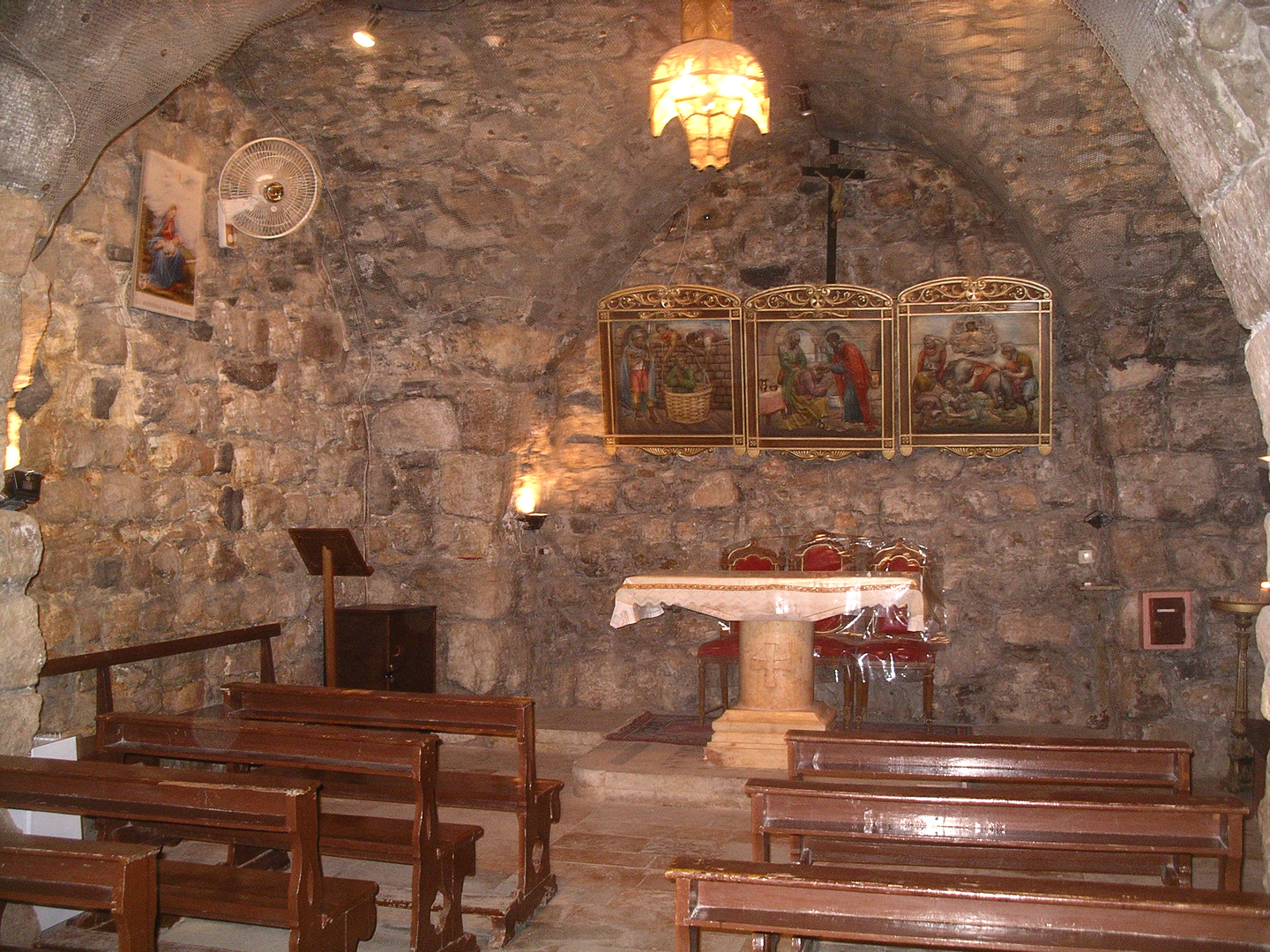
「聖亞拿尼亞之家」（地下教會）。

公元前64年，罗马统帅庞培将叙利亚西部设为罗马的行省。罗马人占据大马士革将她并入德卡波利斯十個城市的其中一個。因为罗马人认为大马士革是一个重要的希腊罗马文化中心。
公元2世纪初，它成为了罗马帝国最重要的城市之一，公元222年皇帝塞普提米乌斯·塞维鲁斯将她升格为“罗马殖民地”。随着罗马和平时代的到来，大马士革以及叙利亚行省大体上走向繁荣。大马士革的重要地位在商业交通方面更为显著。她是始于南方阿拉伯半岛、帕尔米拉、佩特拉以及始于中国的絲綢之路的商路的汇集点。此城满足了罗马人对东方奢侈品的需求。
罗马时代的建筑保留至今的很少。不过罗马人对老城区的市政规划的确产生了持久的效果。罗马建筑师将希腊人和阿拉米人的地基集中起来，规划为1500米长750米宽的区域，在外面围上城墙。城墙有七座城门，但是仅有东门在罗马时代后保留下来。罗马时代的大马士革城市依存就在当代城市的地下5米处。
大马士革也是基督教的搖籃之一，聖保羅在亞拿尼亞家裡發表了他的第一次佈道，他於公元37年在那裡開設了一座國內教堂。

### 阿拉伯帝國時代

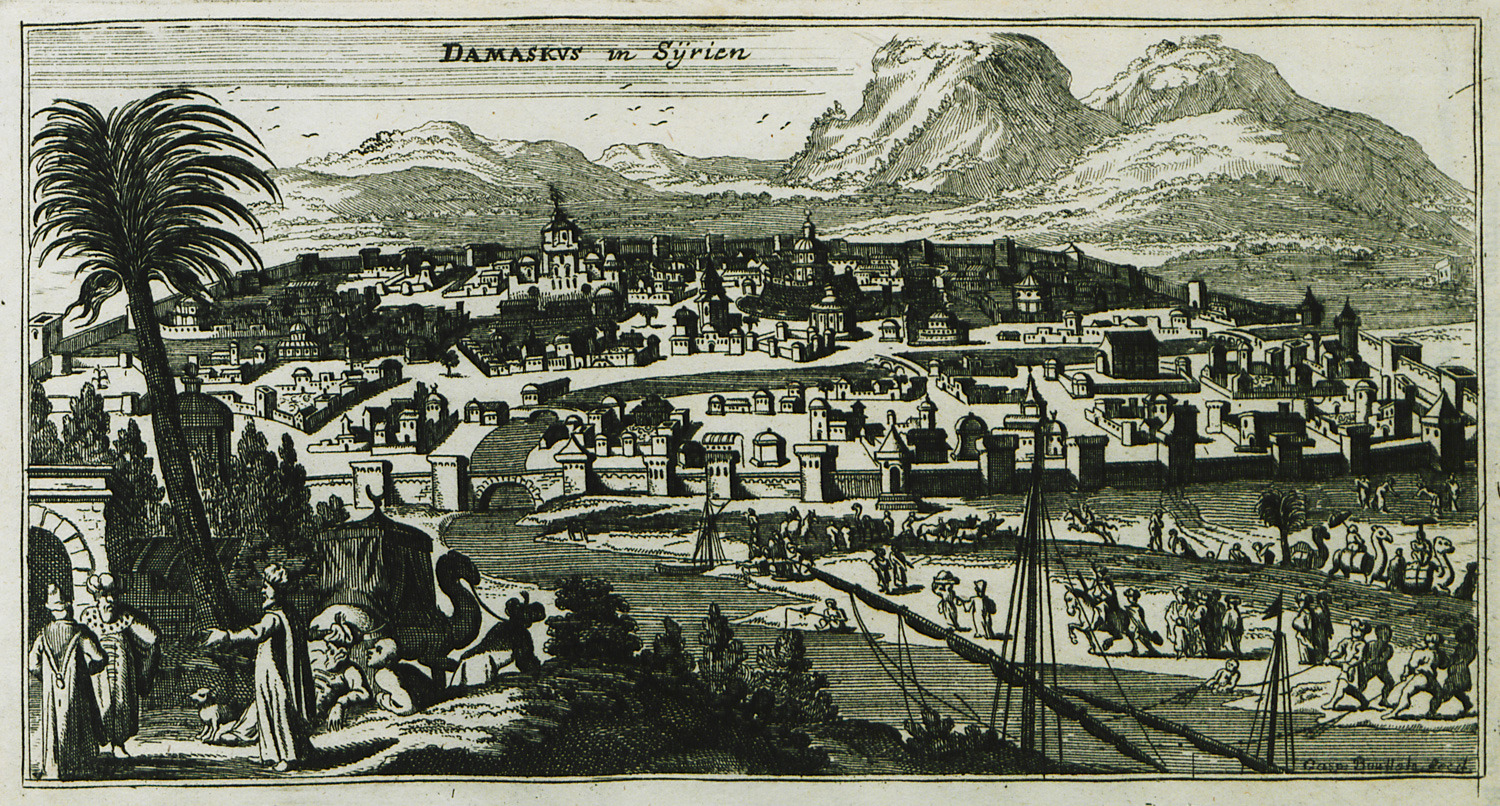
1690年的大馬士革, 作者：雅各‧巴爾塔薩‧皮特斯 (Jacob Balthasar Peeters)

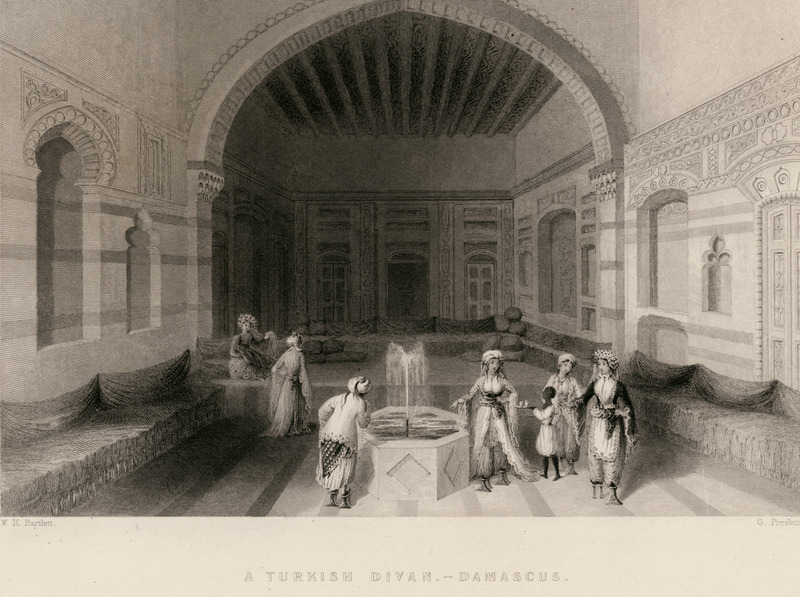
大馬士革的土耳其長椅, 1836年, 約翰·卡恩 (John Carne)

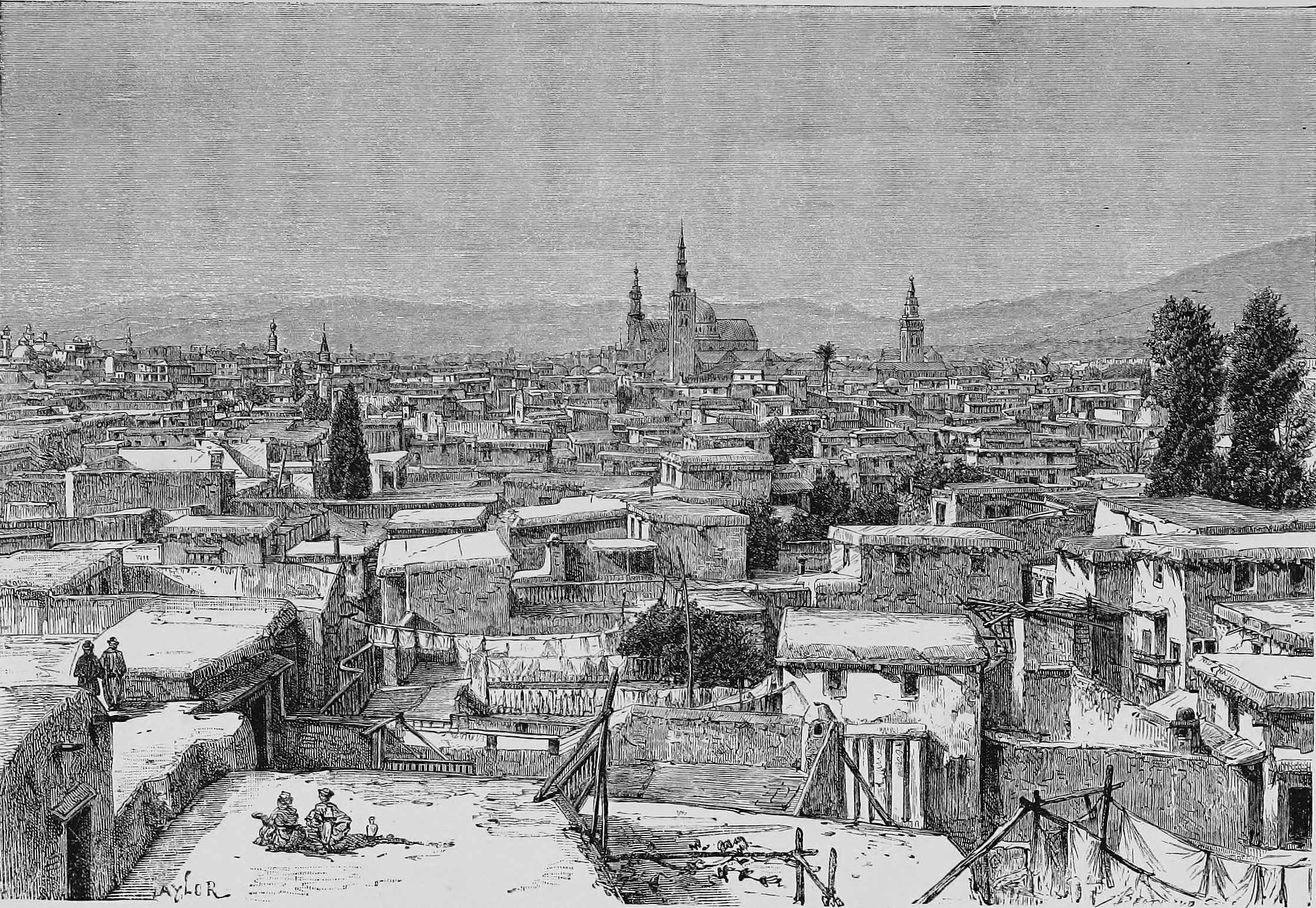
大馬士革，基督教區的景色，1876 年。

公元636年，伊斯兰教的第二任哈里发奥马尔一世征服大马士革。此后不久，大马士革成为从西班牙延伸至印度边境的阿拉伯帝国倭马亚王朝（661年－750年）的首都，城市的权力与名望均到达顶峰。公元8世纪，阿拔斯王朝在巴格达兴起。
在阿拔斯王朝建立之后，大马士革接受其首都巴格达的统治。后来，她接受在开罗的法蒂玛王朝哈里发的统治。随着塞尔柱突厥人在11世纪晚期进入阿拉伯世界，大马士革再此成为独立国家的首都。她接受了一个塞尔柱王朝在1079年到1104年时期的统治，然后是另一个突厥人王朝的统治：布里迪王朝埃米尔。期间在1148年大马士革经历了第二次十字军东征时期的一次围攻。
1154年十字军主要的敌人，阿勒颇的統治者努爾丁征服大马士革。他将其作为首都。他死后，埃及的统治者萨拉丁获得了大马士革并将其作为首都。萨拉丁死后，大马士革阿尤布王朝和开罗阿尤布王朝之间进行长期的战争。大馬士革鋼在十字军中获得了传奇般的声誉。表面带水纹的刀剑钢仍然被称作“大马士革钢”。人们可以通过大马士革进行拜占庭或中国的带图案的丝绸的贸易。因为大马士革是丝绸之路在西端的一个终点。英语的缎子（damask）一词来源于此。
蒙古人于1260年对叙利亚的入侵终结了阿尤布王朝的统治。在蒙古人撤退后，大马士革成为了马木路克的一个行省的首府。1400年，来自中亚的帖木儿帝國严重破坏了大马士革，他将城市中的手工艺人迁移到其首都撒马尔罕。重建之后的大马士革在1516年前继续做一个行省的首府。1517年，奥斯曼土耳其帝国的统治开始，统治长达400年。期间仅被来自埃及的易卜拉欣帕夏在1832年到1840年的短暂统治所打断。
十九世紀初，大馬士革以其巴拉達河沿岸陰涼的咖啡館而聞名。威廉·亨利·巴特利特於1836年出版了對此的描述，同時出版了利蒂西亞·伊麗莎白·蘭登的詩意插圖，請參閱《大馬士革的咖啡館》 ( Cafes in Damascus)。在鄂圖曼帝國的統治下，基督徒和猶太人被視為齐米(被保護民)，並被允許實行他們的宗教戒律。
美國傳教士E. C. 米勒（E.C. Miller）記載，1867年該市人口“約”140,000人，其中基督徒30,000人，猶太人10,000人，“伊斯蘭教徒”100,000人，新教基督徒不到100人。 與此同時，美國作家马克·吐温訪問了大馬士革，然後在《流浪汉在外》中寫下了他的旅行，其中他提到：“雖然歷史本身悠久，但你像春天的氣息一樣清新，像你自己的玫瑰花蕾一樣綻放，芳香如你自己的橙花，大馬士革啊，東方之珠！” 1898年11月，德國皇帝威廉二世在訪問奥斯曼帝国期間遊覽了大馬士革。

### 20世紀

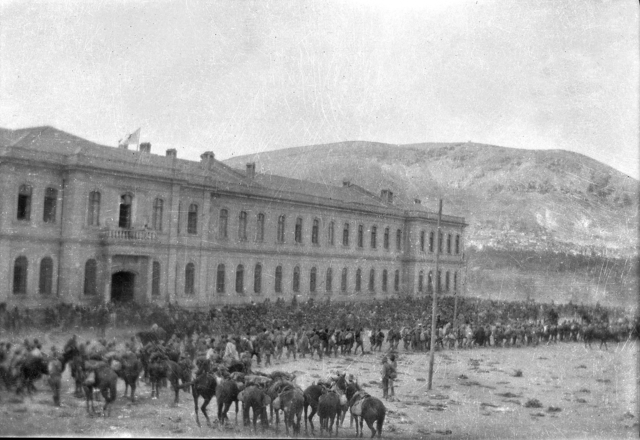
1918年10月1日，澳大利亞第4輕騎兵團進入大馬士革不久後的鄂圖曼醫院。照片中的澳大利亞士兵正在遣散10,000 名鄂圖曼戰俘。

20世紀初，大馬士革的民族主義情緒最初是出於文化利益，後來開始帶有政治色彩，這主要是對1908年在伊斯坦堡成立的聯合進步委員會的突厥化計劃的反應。大馬士革總督傑馬爾帕夏在貝魯特和大馬士革對一些愛國知識分子的攻擊進一步煽動了民族主義情緒，1918年，隨著阿拉伯起义軍隊和英帝國軍隊逼近，居民向撤退的土耳其軍隊開槍。
在第一次世界大战接近尾声的1918年，奥斯曼帝国在亚洲的防线全面崩溃，大马士革也被协约国军队（英军及其阿拉伯盟友）攻占。当地人提出过一个在叙利亚建立由埃米尔费萨尔（后来伊拉克国王费萨尔一世）领导的阿拉伯叙利亚王国的计划，但是在这个计划被法国破坏後，法国在1920年4月入侵叙利亚，赶走了刚刚当了3个月国王的费萨尔。叙利亚成为了法国统治的国际联盟委任统治地区。法国人将大马士革作为委任统治地区的首都。
1941年6月21日，敘利亞-黎巴嫩聯軍戰役開始三週後，英屬印度和自由法國的混合部隊從维希法国軍隊手中奪取了大馬士革。 1946年，英國干預黎凡特危機後，法國同意撤軍，導致敘利亞完全獨立。大馬士革仍是这个新生国家的首都。
1979年，大馬士革舊城區及其考古和歷史宗教遺址被聯合國教科文組織列為世界遺產。

#### 内战
到2012年1月，正規軍和叛亂分子之間的衝突蔓延到大馬士革郊區，據報道，人們無法離開或到達自己的家，特別是從1月底到2月期間那裡的安全行動加劇。2012年叙利亚内战期间，大马士革市区不少建筑遭交战双方炮火摧毁，而且少數是已保存3000年至4000年的世界級古蹟，损失惨重。
大馬士革郊區古塔於2017年12月遭受猛烈轟炸，並於2018年2月開始又一輪轟炸，也稱為東古塔之戰。
2018年5月20日，敘利亞政府軍以巨大傷亡代價在ISIS伊斯蘭國武裝分子手中重奪這座城市和整个大马士革农村省。
敘利亞反對派叛軍經過一連串攻勢後，於2024年12月8日攻陷大馬士革，奪下赛德纳亚监狱，其後導致叙利亚复兴党政权的崩潰。

## 經濟

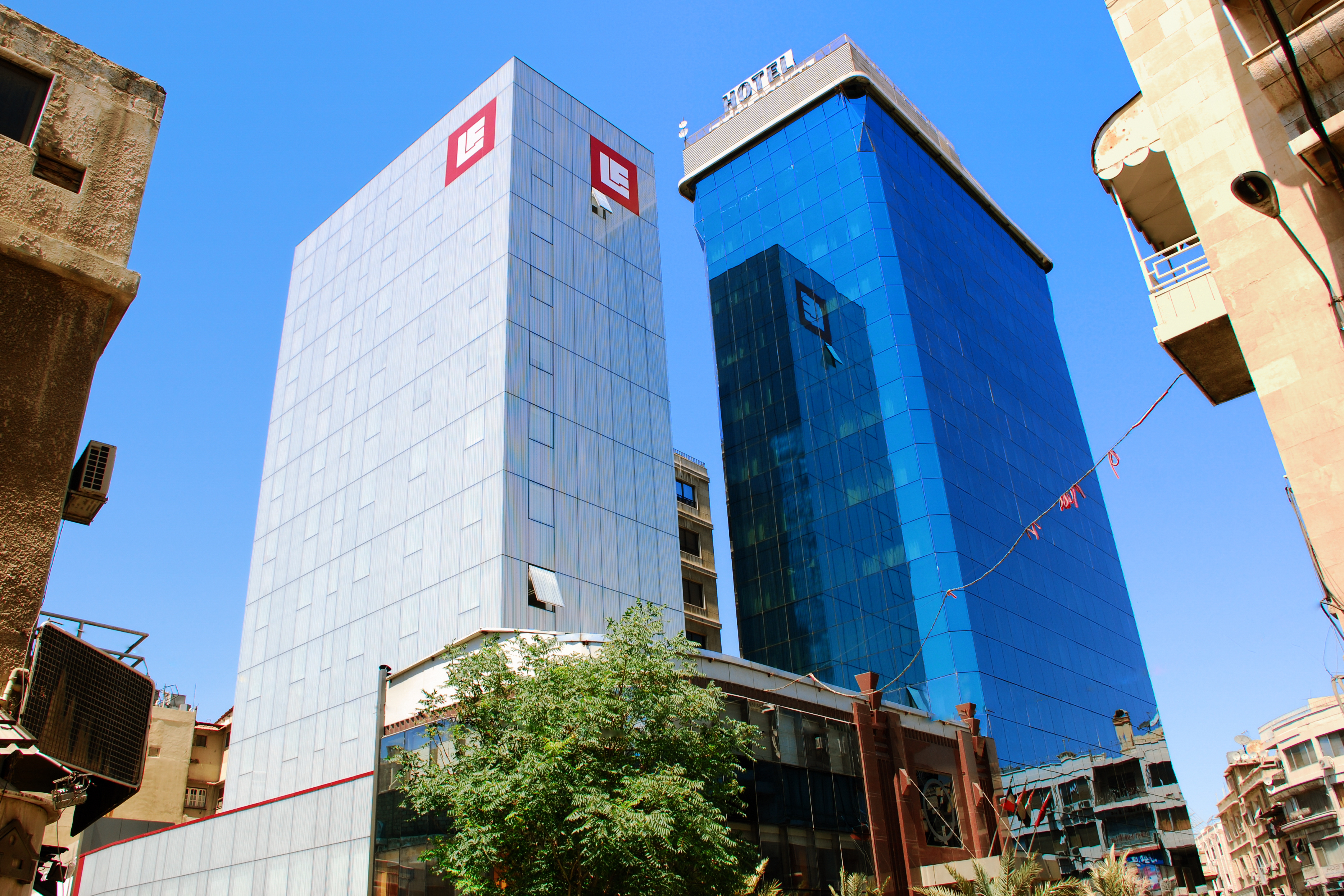
Al-Sharq銀行和藍塔飯店（Blue Tower Hotel）是一家位於哈姆拉街的四星級飯店。

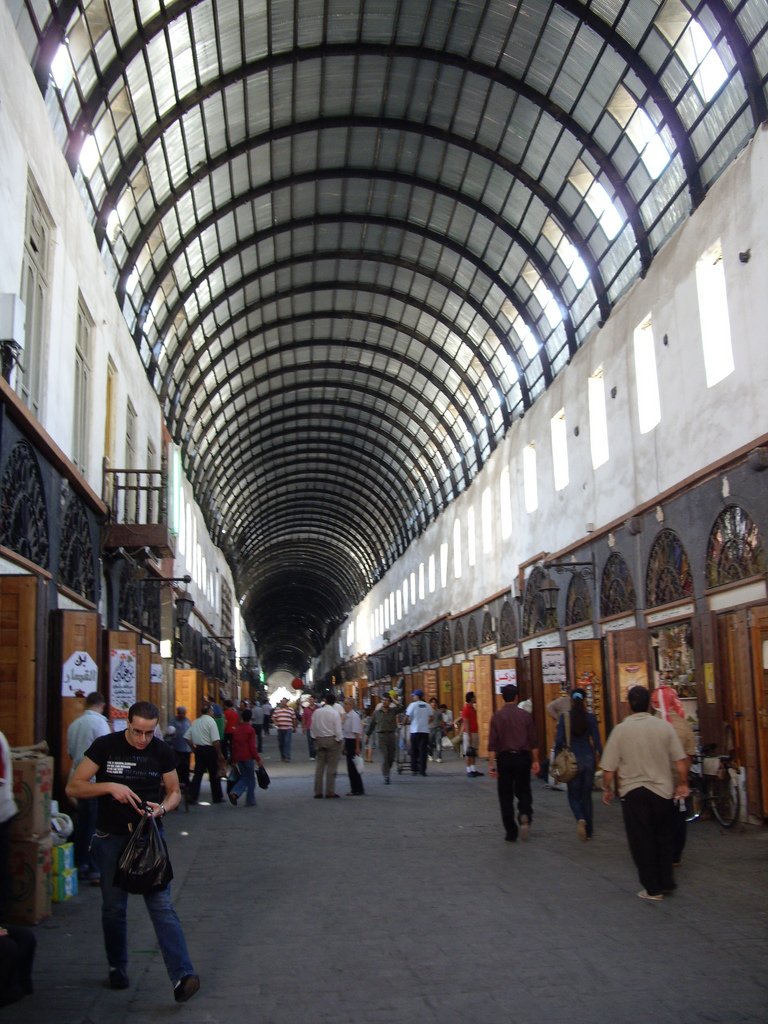
可追溯至奧斯曼帝國時期的米德哈特帕夏集市.

近年來，由於該地區的政治發展以及現代貿易的發展，大馬士革作為重要貿易中心的歷史角色發生了變化。大馬士革和敘利亞生產的商品大多銷往阿拉伯半島國家。自1954年以來，大馬士革每年秋季都會舉辦一年一度的大馬士革國際貿易博覽會。
大馬士革的旅遊業具有很大的潛力，但內戰阻礙了這些前景。自1980年代末期以來，隨著許多住宿和交通設施以及其他相關投資的發展，大馬士革豐富的文化財富得到了適度的利用。自2000年代初以來，舊城區開設了許多精品酒店和熱鬧的咖啡館，吸引了大量的歐洲遊客和大馬士革人。
2009年，新的辦公空間建成並在房地產市場上上市。 Marota City 和 Basilia City 是大馬士革的兩個新開發案。這兩個項目被視為戰後重建工作。大馬士革證券交易所於2009年3月正式開業交易，該交易所是敘利亞唯一的證券交易所。它位於敘利亞金融市場和證券委員會內的巴爾澤區。它的最終落腳點是位於 Yaafur 的高檔商業區。
大馬士革是各種工業活動的所在地，例如紡織、食品加工、水泥和各種化學工業。大多數工廠由國家經營，但自2000年代初隨著貿易自由化的發生，除了私营部门主導的經濟活動外，還允許有限的私有化。舊城區仍然生產傳統手工藝品和工匠銅版畫。

## 交通運輸

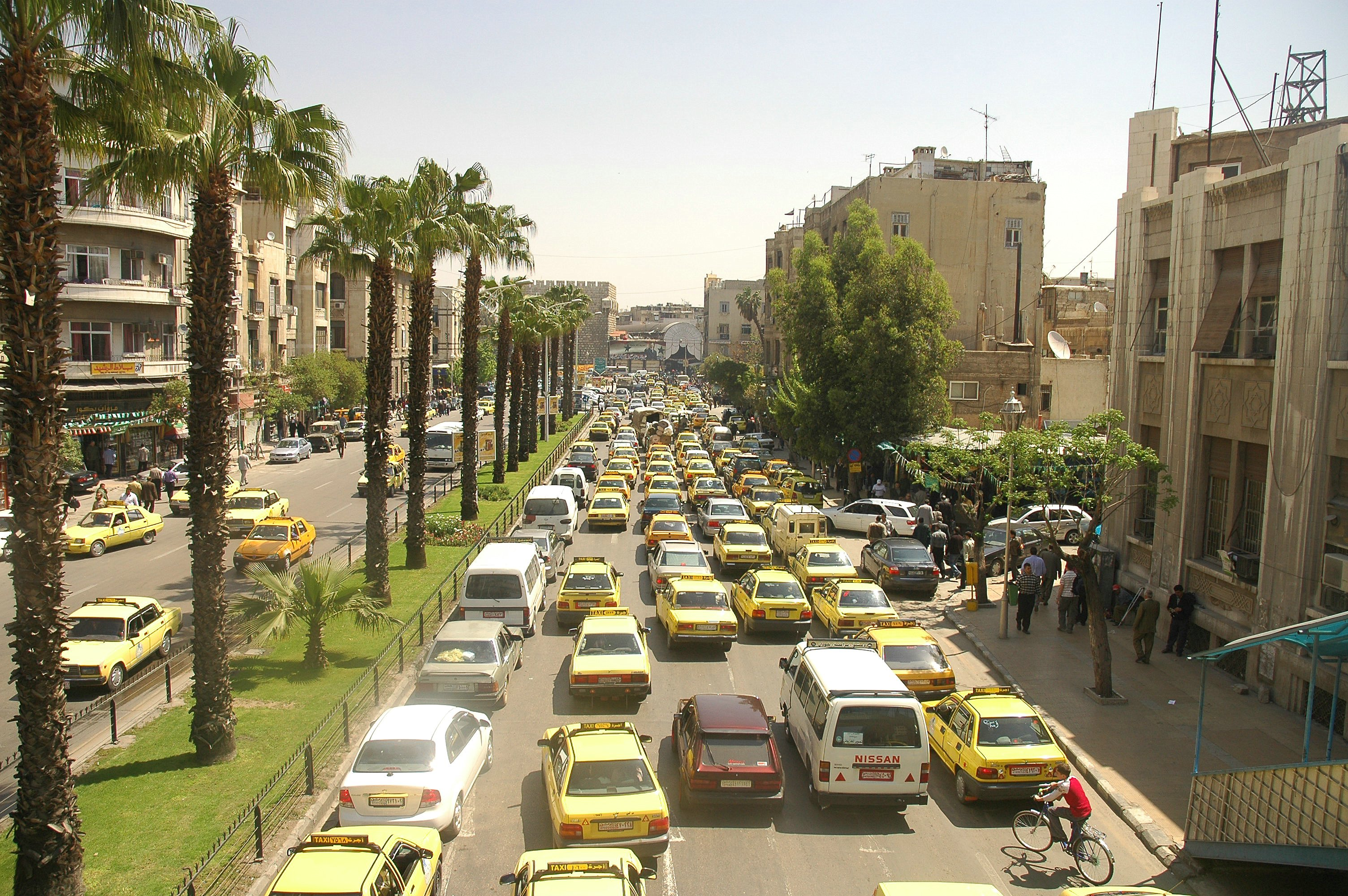
大馬士革的交通。

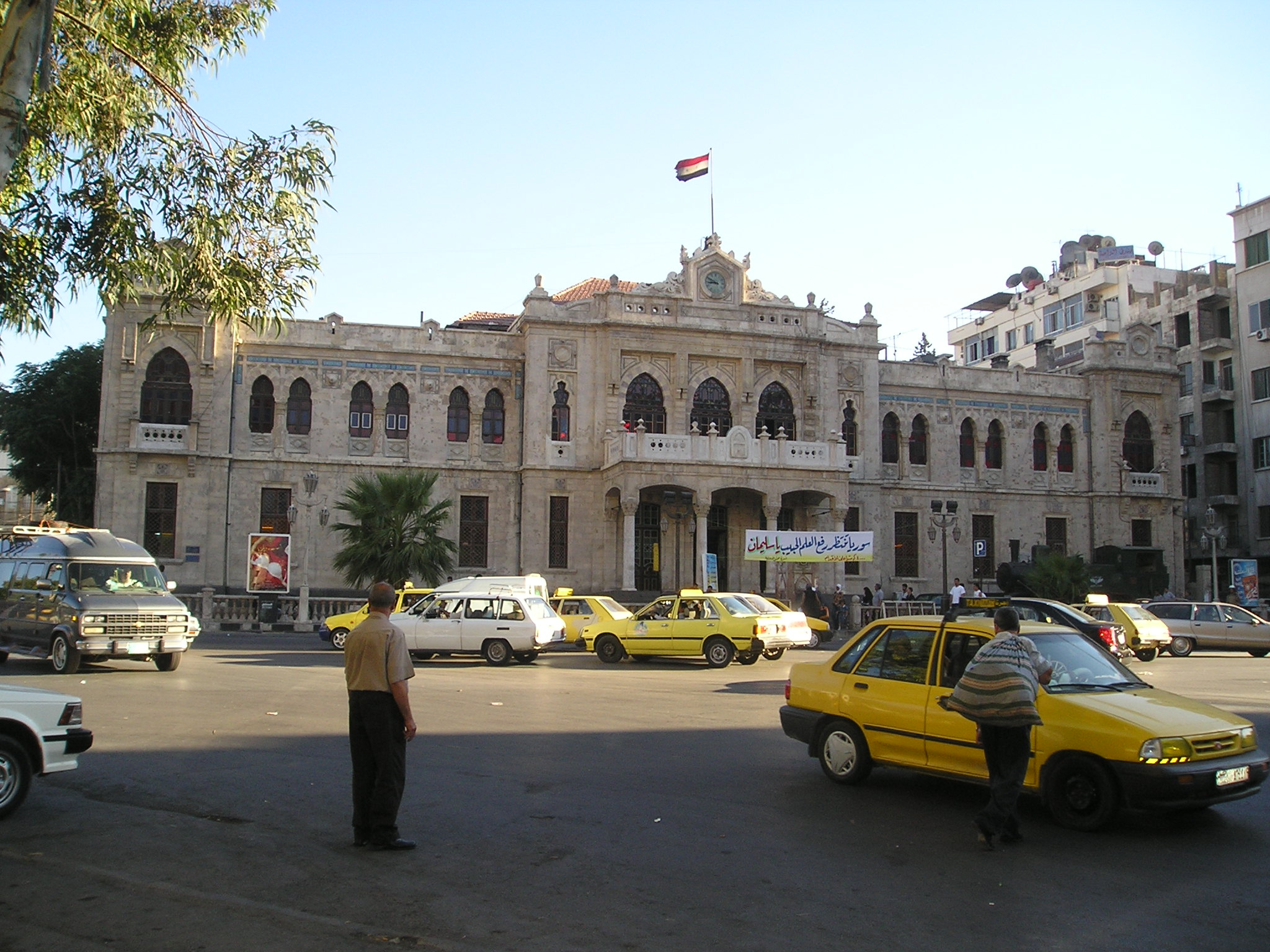
漢志 (Al-Hejaz) 火車站。

城市附近有大马士革国际机场。敘利亞有兩個國際機場，一個位於大馬士革西南方約20公里處，另一個位於阿勒頗西北部。這兩個城市都有定期航線飛往歐洲、中東其他國家：約旦、土耳其、沙烏地阿拉伯利雅德以及黎巴嫩貝魯特和的黎波里。這條鐵路線從土耳其伊斯坦堡出發，經阿勒頗和大馬士革，到達約旦安曼。集體計程車，稱為「服務計程車」(Service)，提供從大馬士革到大多數鄰國的交通服務。
大馬士革與阿勒頗、卡米什利、拉塔基亚和代爾祖爾之間有國內空運聯繫。敘利亞的公路網非常密集，公車班次頻繁且價格便宜。由於不是每個人都有汽車，因此大多數的敘利亞人都會搭乘公車。巴士的路線不長，大多數路線最多只需5個小時即可抵達。巴士的類型有傳統旅遊巴士、小型巴士和日本小型巴士。集體計程車或稱為「服務計程車」，行駛路線與巴士相同，但價格往往較高。
敘利亞的火車現代化、舒適、便宜且準時。主要鐵路線從大馬士革通往阿勒頗、代爾祖爾、哈塞克和卡米什利，並與沿岸的另一條鐵路線連接。
敘利亞有幾家汽車租賃公司；人們靠右行駛，雖然限速為每小時120公里，但大多數人還是開得比較快。市中心的交通既緩慢又混亂。

## 教育

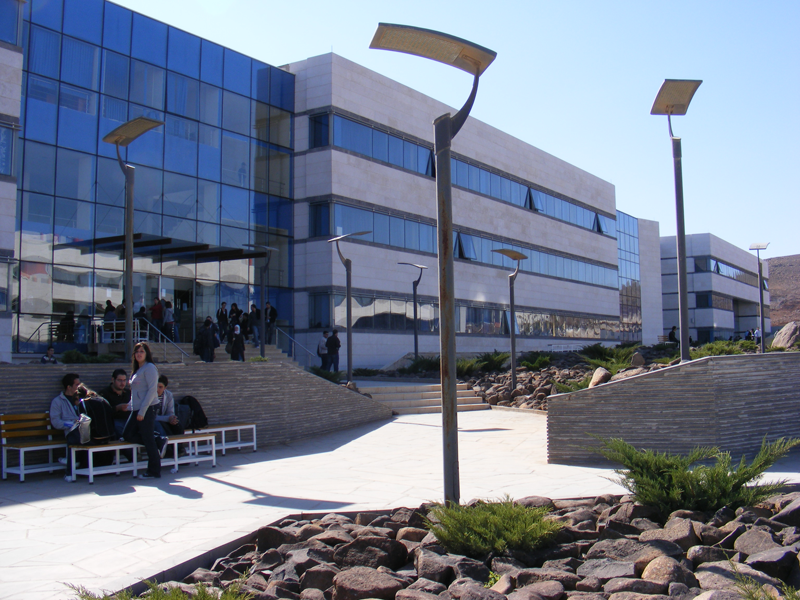
阿拉伯國際大學(敘利亞)

最古老和最大的大學是大馬士革大學。教育立法改革後，成立了其他私立高等教育中心：
阿拉伯國際大學。
- 敘利亞虛擬大學
- 國際科技大學
- 敘利亞私立大學
- 阿拉伯國際大學
- 高等工商管理學院
- 高等應用科學技術學院
- 國家行政學院

## 地理环境

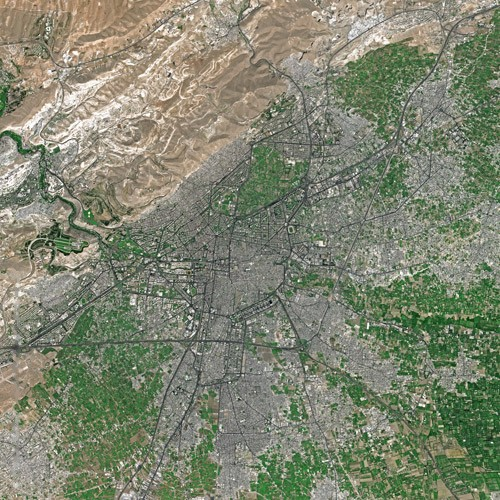
從SPOT卫星看到的春天的大馬士革

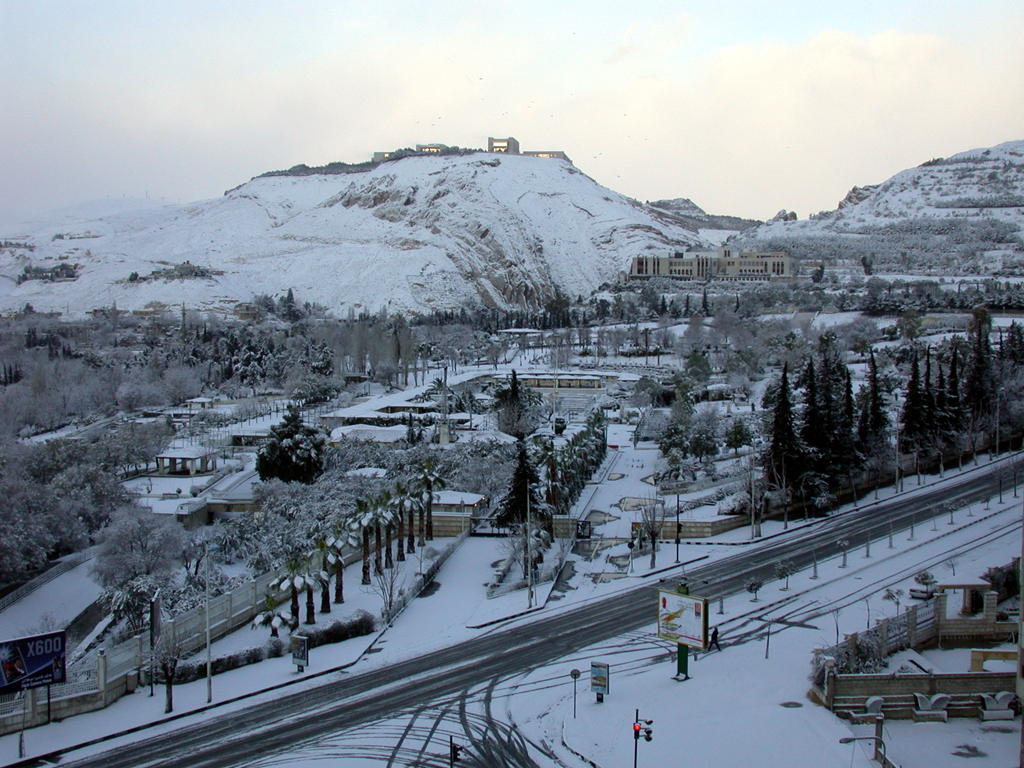
卡松山 (Mount Qasioun) 俯瞰城市

大马士革位于距离地中海80公里的内地，位于海拔680米的高原上，四周环绕着东黎巴嫩山脉，由巴拉达河供水，位於貿易路線的十字路口：連接埃及和小亞細亞的南北路線，以及連接黎巴嫩和幼發拉底河谷的東西穿越沙漠路線。大马士革位于北纬 33°30' ，东经 36°18' (33.5, 36.3)。东黎巴嫩山脉標誌著敘利亞和黎巴嫩之間的邊界。該山脈的山峰超過10,000英尺（3,000米），阻擋了地中海的降水，因此大馬士革地區有時會遭受乾旱。然而，在古代，巴拉达河緩解了這種情況，它起源於融雪注入的山間溪流。大馬士革周圍環繞著古塔，這是一座灌溉農田，自古以來這裡就種植了許多蔬菜、穀物和水果。羅馬敘利亞的地圖顯示，巴拉達河注入大馬士革以東一個相當大的湖。今天，它被稱為巴希拉阿泰巴（Bahira Atayba），這是個不再流动的湖，因為在嚴重乾旱的年份裡，它甚至不存在。
大马士革的大部分城区，包括最负盛名的老城区，都位于巴拉达河北岸。新城区一直拓展到北岸。大马士革被一个绿洲环绕，古塔 (الغوطة, Ghuta)，水源自巴拉达河。古塔绿洲面积由于城市住房和工业的迅速发展而一直在缩小，还因为城市交通，工业和污水而受到污染。
這座現代城市的面積為105 km2（41 sq mi），其中77 km2（30 sq mi） 為城市面積，其餘部分由卡松山佔據。

### 气候
按照柯本气候分类法，大马士革属于寒冷的沙漠气候（BWk），夏天干燥炎热，湿度较低。冬天凉爽多雨。降雪很少。秋季短暫而溫和，但溫度變化最為劇烈，而春季向夏季的過渡則較為平緩和穩定。年降雨量約130毫米（5英寸），發生在10月到次年5月。
| 大马士革（大马士革国际机场）1981–2010 | 大马士革（大马士革国际机场）1981–2010 | 大马士革（大马士革国际机场）1981–2010 | 大马士革（大马士革国际机场）1981–2010 | 大马士革（大马士革国际机场）1981–2010 | 大马士革（大马士革国际机场）1981–2010 | 大马士革（大马士革国际机场）1981–2010 | 大马士革（大马士革国际机场）1981–2010 | 大马士革（大马士革国际机场）1981–2010 | 大马士革（大马士革国际机场）1981–2010 | 大马士革（大马士革国际机场）1981–2010 | 大马士革（大马士革国际机场）1981–2010 | 大马士革（大马士革国际机场）1981–2010 | 大马士革（大马士革国际机场）1981–2010 |
| 月份                                  | 1月                                   | 2月                                   | 3月                                   | 4月                                   | 5月                                   | 6月                                   | 7月                                   | 8月                                   | 9月                                   | 10月                                  | 11月                                  | 12月                                  | 全年                                  |
| ------------------------------------- | ------------------------------------- | ------------------------------------- | ------------------------------------- | ------------------------------------- | ------------------------------------- | ------------------------------------- | ------------------------------------- | ------------------------------------- | ------------------------------------- | ------------------------------------- | ------------------------------------- | ------------------------------------- | ------------------------------------- |
| 历史最高温 °C（°F）                   | 28.0 (82.4)                           | 32.0 (89.6)                           | 36.4 (97.5)                           | 40.4 (104.7)                          | 43.0 (109.4)                          | 46.8 (116.2)                          | 49.0 (120.2)                          | 47.6 (117.7)                          | 45.0 (113.0)                          | 38.8 (101.8)                          | 35.0 (95.0)                           | 26.1 (79.0)                           | 49.0 (120.2)                          |
| 平均高温 °C（°F）                     | 12.6 (54.7)                           | 14.5 (58.1)                           | 19.0 (66.2)                           | 24.7 (76.5)                           | 30.1 (86.2)                           | 34.6 (94.3)                           | 37.0 (98.6)                           | 36.8 (98.2)                           | 33.9 (93.0)                           | 28.1 (82.6)                           | 20.1 (68.2)                           | 14.3 (57.7)                           | 25.5 (77.9)                           |
| 日均气温 °C（°F）                     | 6.1 (43.0)                            | 7.7 (45.9)                            | 11.4 (52.5)                           | 16.2 (61.2)                           | 20.8 (69.4)                           | 25.0 (77.0)                           | 27.3 (81.1)                           | 27.0 (80.6)                           | 24.0 (75.2)                           | 19.0 (66.2)                           | 12.1 (53.8)                           | 7.5 (45.5)                            | 17.0 (62.6)                           |
| 平均低温 °C（°F）                     | 0.7 (33.3)                            | 1.9 (35.4)                            | 4.3 (39.7)                            | 7.9 (46.2)                            | 11.4 (52.5)                           | 15.0 (59.0)                           | 17.9 (64.2)                           | 17.7 (63.9)                           | 14.4 (57.9)                           | 10.3 (50.5)                           | 4.8 (40.6)                            | 1.7 (35.1)                            | 9.0 (48.2)                            |
| 历史最低温 °C（°F）                   | −12.2 (10.0)                          | −12 (10)                              | −8 (18)                               | −7.5 (18.5)                           | 0.6 (33.1)                            | 4.5 (40.1)                            | 9.0 (48.2)                            | 8.6 (47.5)                            | 2.1 (35.8)                            | −3.0 (26.6)                           | −8 (18)                               | −10.2 (13.6)                          | −12.2 (10.0)                          |
| 平均降水量 mm（）                     | 25 (1.0)                              | 26 (1.0)                              | 20 (0.8)                              | 7 (0.3)                               | 4 (0.2)                               | 1 (0.0)                               | 0 (0)                                 | 0 (0)                                 | 0 (0)                                 | 6 (0.2)                               | 21 (0.8)                              | 21 (0.8)                              | 131 (5.1)                             |
| 平均降水天数                          | 8                                     | 8                                     | 6                                     | 3                                     | 2                                     | 0.1                                   | 0.1                                   | 0.1                                   | 0.2                                   | 3                                     | 5                                     | 7                                     | 42.5                                  |
| 平均降雪天数                          | 1                                     | 1                                     | 0.1                                   | 0                                     | 0                                     | 0                                     | 0                                     | 0                                     | 0                                     | 0                                     | 0                                     | 0.2                                   | 2.3                                   |
| 平均相對濕度（％）                    | 76                                    | 69                                    | 59                                    | 50                                    | 43                                    | 41                                    | 44                                    | 48                                    | 47                                    | 52                                    | 63                                    | 75                                    | 56                                    |
| 月均日照時數                          | 164.3                                 | 182.0                                 | 226.3                                 | 249.0                                 | 322.4                                 | 357.0                                 | 365.8                                 | 353.4                                 | 306.0                                 | 266.6                                 | 207.0                                 | 164.3                                 | 3,164.1                               |
| 日均日照時數                          | 5.3                                   | 6.5                                   | 7.3                                   | 8.3                                   | 10.4                                  | 11.9                                  | 11.8                                  | 11.4                                  | 10.2                                  | 8.6                                   | 6.9                                   | 5.3                                   | 8.5                                   |
| 来源1：Pogoda.ru.net                  |                                       |                                       |                                       |                                       |                                       |                                       |                                       |                                       |                                       |                                       |                                       |                                       |                                       |
| 来源2：NOAA (日照时间, 1961–1990)     |                                       |                                       |                                       |                                       |                                       |                                       |                                       |                                       |                                       |                                       |                                       |                                       |                                       |

## 行政区划

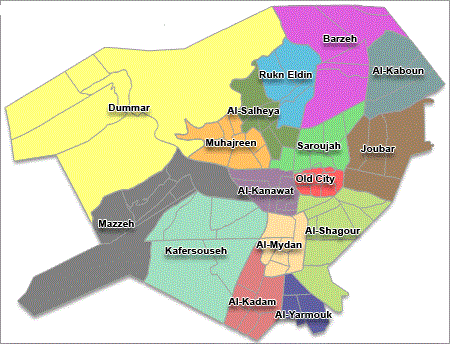
大马士革区划地图

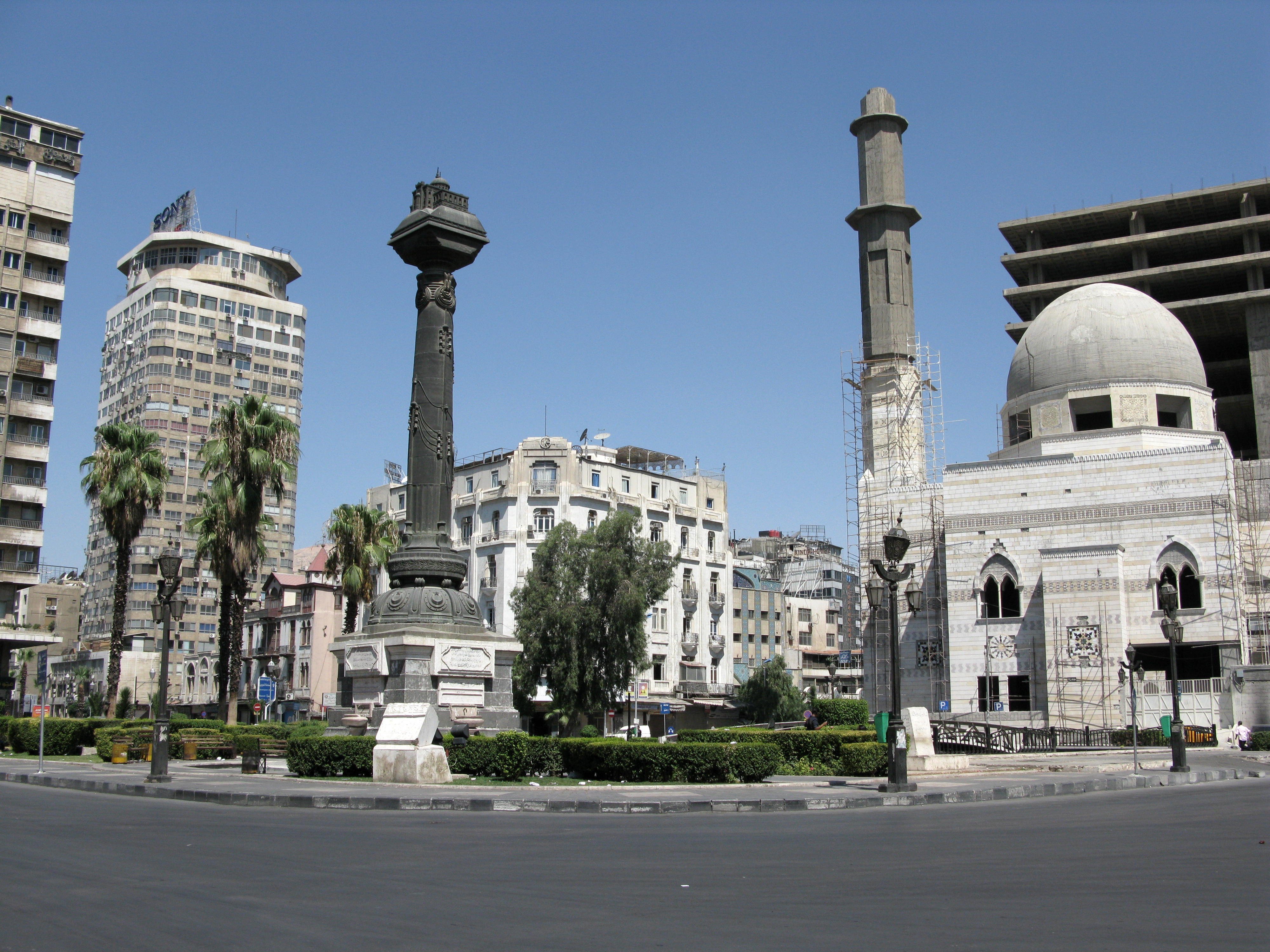
al-Merjeh 广场

大马士革包括的许多地区如下:
- Abbasiyyin
- Abu Rummaneh
- Al-Afif
- Al-Jisr Al-Abyad
- Amara
- Bahsa
- Baramkah
- Barzeh
- Dummar
- Ibn Asaker
- Jobar
- Kafar Souseh
- Malki
- Mazraa
- Mezzeh
- Al-Midan
- Muhajreen
- Qanawat
- Qassaa'
- Rukn Eddeen
- Al-Salihiyah
- Sarouja
- Sha'alan
- Al-Shaghour
- Tijara
- Zablatani

## 主要景点
- 倭马亚清真寺
  - 萨拉丁陵墓
  - 施洗約翰陵墓
- 大马士革城堡
- 凯桑门
  - 圣保罗教堂（英语：Chapel of Saint Paul）
- 大马士革直街（罗马大道）
- 努尔丁医院
- 亚拿尼亚的住宅

## 著名人士

### 出生在大马士革的著名人士
- 大馬士革的阿波羅多洛斯 羅馬帝國著名的工程師、建築家、設計家和雕刻家
- 大馬士革的聖約翰 基督教神学家
- 索弗隆尼乌斯 耶路撒冷牧首
- 大马士革乌斯 拜占庭哲学家
- 艾哈迈德·库夫塔罗 伊斯兰教法学家

## 圖庫

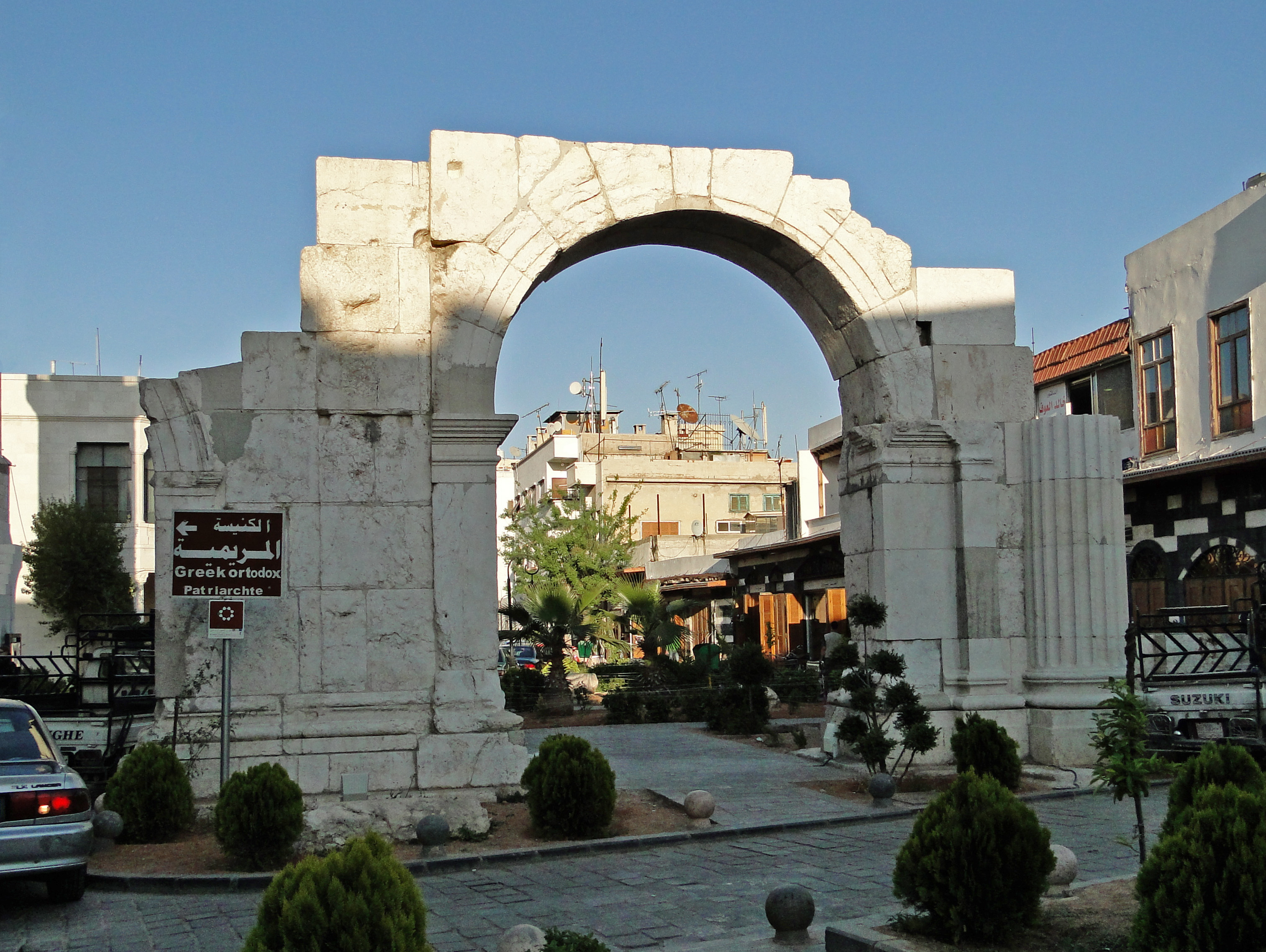
羅馬凱旋門。
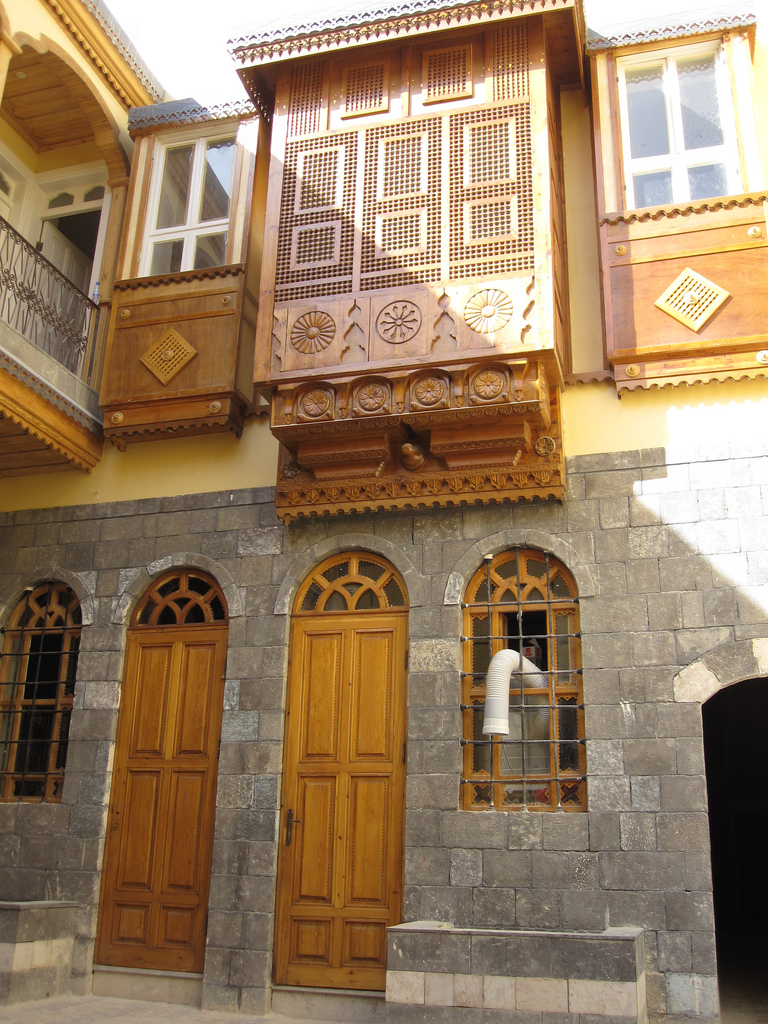
大馬士革的猶太區。
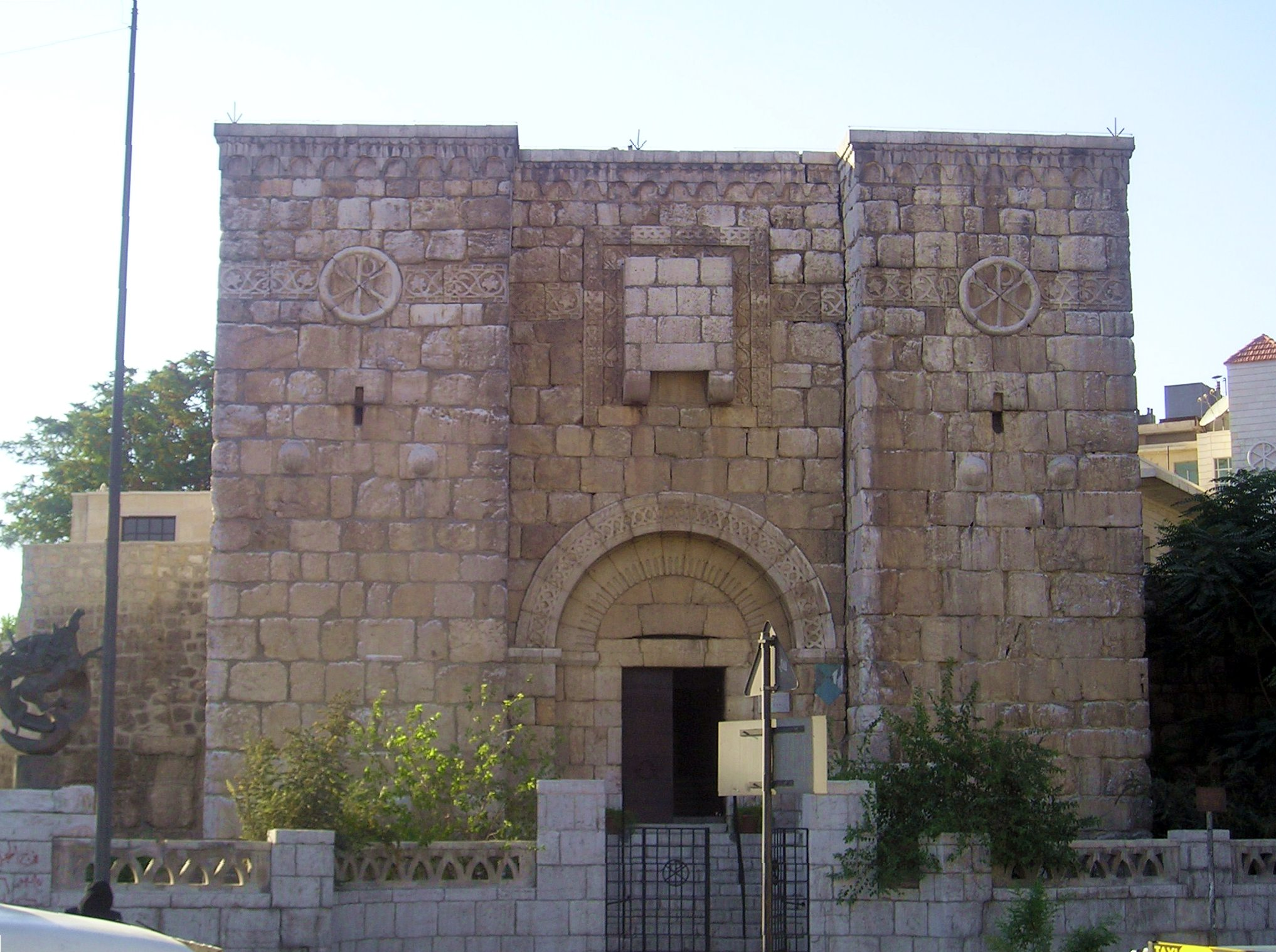
老城的凯桑门 (Bab Kisan)。
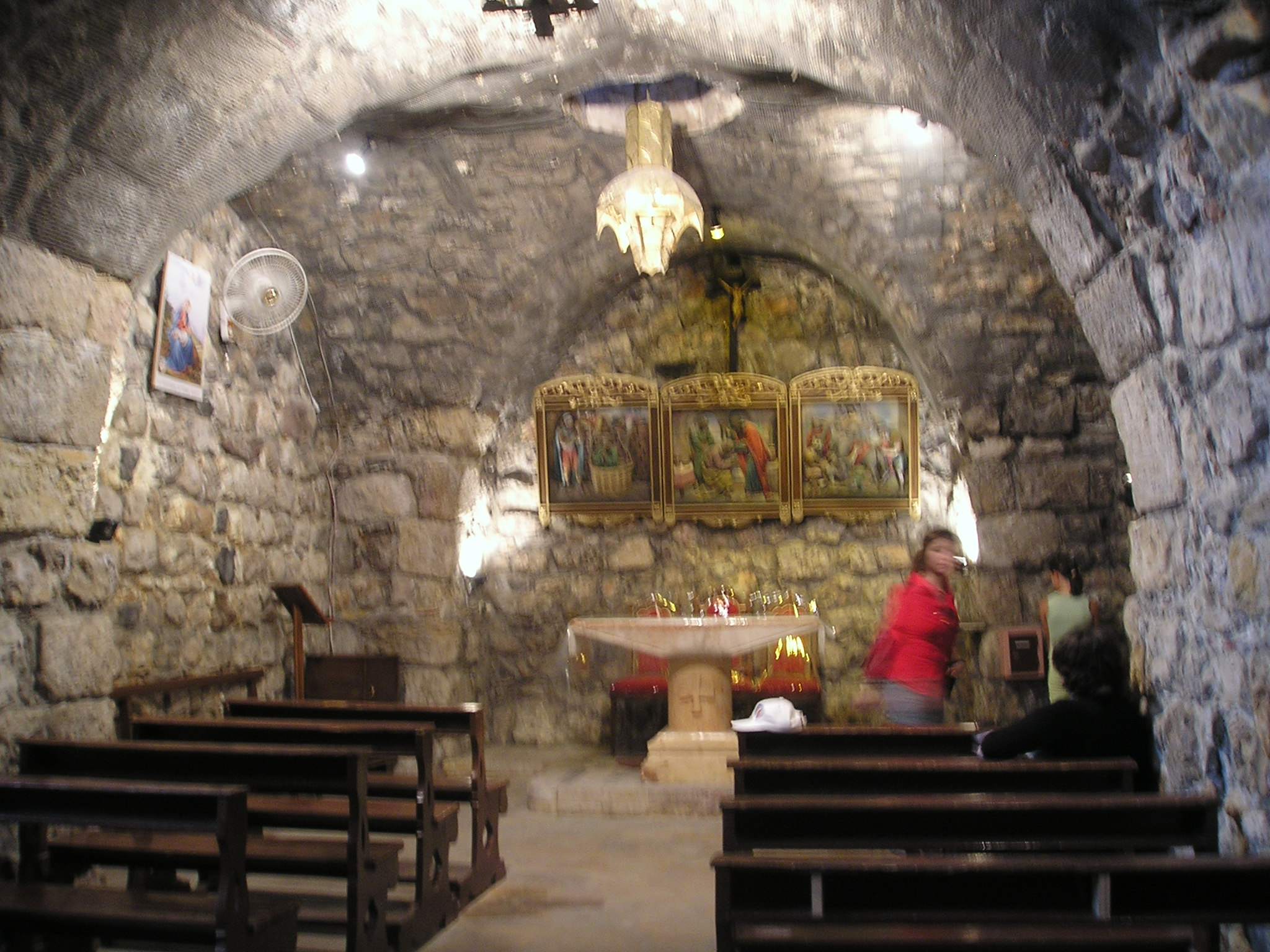
舊城區的亞拿尼亞教堂。
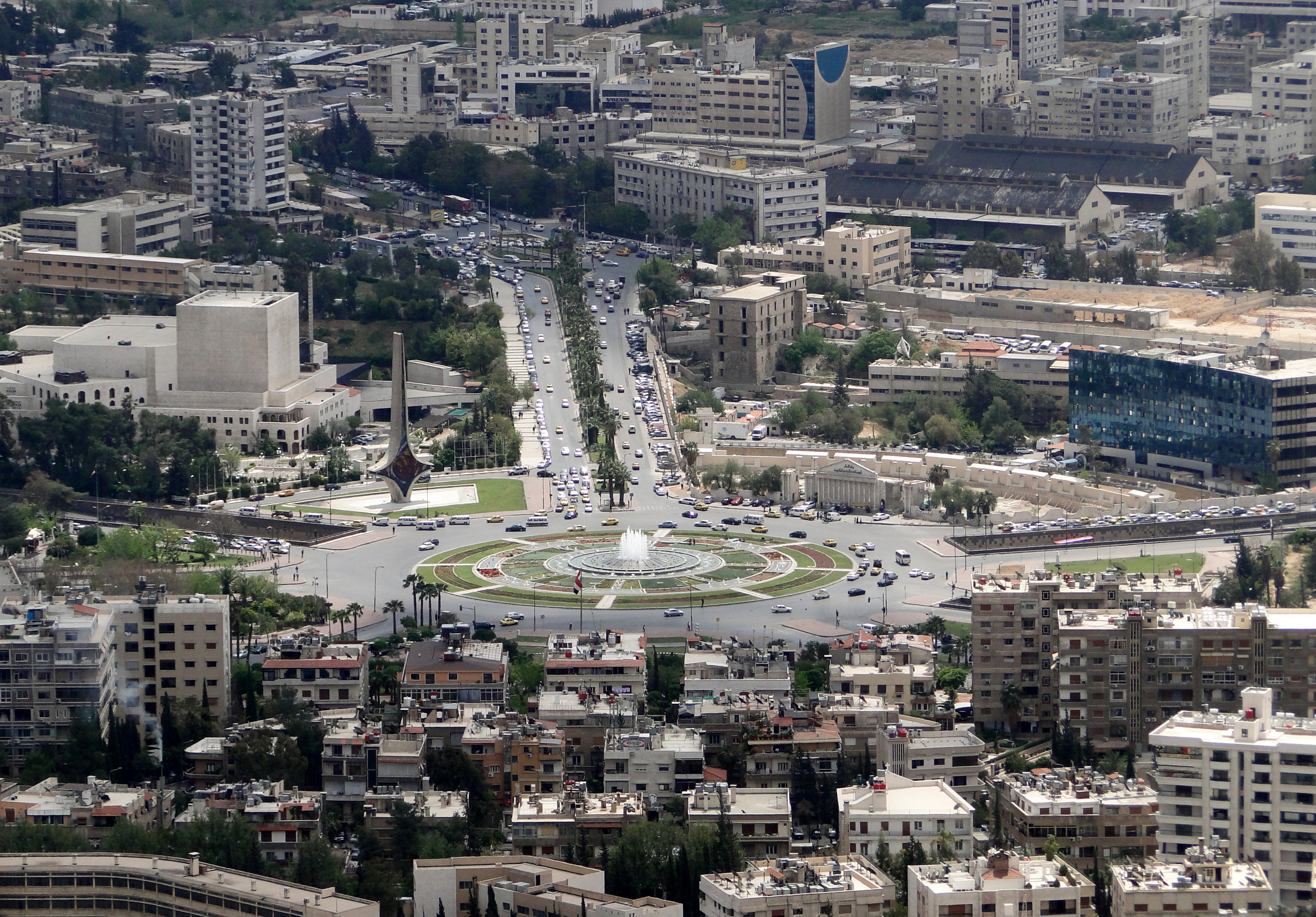
倭馬亞廣場。